# Ofelia Soler Nomdedeu
Ofelia Soler Nomdedeu (Castellón de la Plana, 1952) es una política española, senadora en la IV legislatura y diputada en la V legislatura.

## Biografía
Licenciada en Psicología, trabajó como inspectora de educación. Militante del Partido Socialista Obrero Español (PSOE), fue elegida senadora por la provincia de Castellón en las elecciones generales de 1989. Ha sido secretaria primera de la Comisión Especial de la Juventud y de la Comisión Mixta de Investigación científica y desarrollo tecnológico del Senado. Después fue elegida diputada en las elecciones generales de 1993 y formó parte de la Comisión de Educación y Cultura del Congreso.
Ha sido vicepresidenta del Consejo Escolar Valenciano y presidenta del Consejo Asesor del Instituto Valenciano de la Mujer.